# Walter Sabatelli
Walter Sabatelli (Cecina, 4 luglio 1925 – Grosseto, 19 agosto 1997) è stato un pittore italiano.

## Biografia
Walter Sabatelli nasce a Cecina il 4 agosto 1925.
Passa la sua infanzia tra Genova e Roma, dove impara l’arte della pittura come autodidatta. La passione è però istintiva e nel 1933 viene premiato, a Roma, con i Preagonali dell’Arte.
Nel 1937 inizia a frequentare i corsi di acquarello del professor De Sanctis e, vivendo la città, ha modo di migliorare la propria tecnica iniziando a eseguire copie o dipinti ispirati alla pittura verista del Maestro macchiaiolo Giovanni Fattori.
Nel 1948 si trasferisce a Follonica, che diventerà la sua nuova casa.
Sabatelli rimase così suggestionato dal paesaggio maremmano da renderlo il soggetto preferito della sua tavolozza.
È in questo periodo che inizia a frequentare lo studio del pittore e scultore Vincenzo Gatto. Qui inizia la sua amicizia con i pittori Lomi, Domenici, Natali e Romiti. Ma la vera svolta, anche nella mano di Sabatelli, avviene agli inizi degli anni Sessanta, quando incontra Guttuso. Con lui inizia un’amicizia e un reciproco scambio di idee, suggestioni, consigli. Il rapporto si fa così forte che a cavallo tra il 1968 e il 1969 Sabatelli si trasferisce a Roma e si avvicina ancora di più a Guttuso. Qui allestisce esposizioni, vive i circoli culturali e artistici romani.
Tornato nella sua Follonica anche a causa di una severa malattia, continuerà a dipingere i suoi paesaggi e si spegnerà nel 1997 a soli 72 anni. 

## Premi e riconoscimenti
Ha ricevuto un Omaggio alla 50ª Biennale Internazionale dell'Arte di Venezia nel 2003 mentre nel 2007 alcuni suoi quadri sono stati esposti alla 52ª Edizione della Biennale di Venezia presso la galleria d'arte de La Fenice et des Artistes.
Una sua opera si trova al Museo Guttuso di Villa Cattolica a Bagheria la cui direttrice volle scrivere un testo critico di presentazione ad un suo catalogo. È presente nella Collezione La Fenice et des Artistes di Venezia con un dipinto ad olio su tavola. Sue opere si trovano nelle collezioni permanenti del Museo del Canale Interoceanico di Panama, del Museo Nacional de Costa Rica a San Josè in Costa Rica, del National Institute of Culture and History a Belize City in Belize, della Civica Pinacoteca Amedeo Modigliani di Follonica e nella Collezione d'Arte della Cassa di Risparmio di Volterra. 
È presente con un'opera nella Municipal Art Collection della City Hall di New York. È presente con un olio su tela nella California State Building Art Collection di Sacramento. Un acquerello è pubblicato sulla copertina del volume del Bilancio 1999 della Banca Cassa di Risparmio di Volterra. È presente con un acquerello nella The Daisaku Ikeda Collection di Tokyo. 
Un catalogo è presentato dal Ministero degli Affari Esteri della Repubblica Italiana per una mostra allestita nella capitale della Costa Rica, a San José in occasione delle celebrazioni del 140º anniversario delle relazioni diplomatiche tra i due Paesi.